# Tumorberatung
Bei Erkrankung an einem Tumor gibt es bei einer Tumorberatung (auch psychoonkologische Beratung) die Möglichkeit, sich psychosozial beraten zu lassen. Im Fokus stehen der Umgang mit Angst, die Folgen für die Familie, für das soziale Umfeld und im Beruf. Der Empfänger erhält Hinweise zu Bewältigungsstrategien, Beratung für notwendige Anträge und Vermittlungshinweise zu Selbsthilfegruppen.
Die Gesundheitsämter führen Tumorberatungen in Krankenhäusern oder in speziell eingerichteten Tumorberatungsstellen durch.